# Дієго Стейсі Морено
Дієго Стейсі Морено (Diego Stacey Moreno) — еквадорський дипломат. Надзвичайний і Повноважний Посол Еквадор в Україні за сумісництвом.

## Життєпис
Пан Стейсі Морено має докторський ступінь в галузі права. Він говорить іспанською, англійською, німецькою та італійською мовами.
У 1979—1981 рр. — другий секретар посольства Еквадору в Колумбії.
У 1982—1983 рр. — другий секретар посольства Еквадору в Єгипті.
У 1983—1984 рр. — перший секретар, консул, Генеральне консульство в Гамбурзі, Німеччина
У 1984—1985 рр. — перший секретар посольства у Ватикані
У 1986 — керівник офіс, заступник держсекретаря з питань оголошень
У 1987 році — начальник Управління, заступник державного секретаря з економічних питань
У 1987 році — заступник директора з досліджень Дипломатичної академії
У 1988 році — керівник бюро міністра закордонних справ Еквадору
У 1988 році — директор церемоній МЗС Еквадору
У 1988 році — директор з персоналу МЗС Еквадору
У 1989 році — генеральний директор з питань територіального суверенітету
У 1989—1994 рр. — міністр посольства Еквадору в Бонні, Німеччина
У 1999—2000 рр. — міністр посольства у Вашингтоні, округ Колумбія, США
У 2000—2003 рр. — Надзвичайний і Повноважний Посол Еквадору в Швеції, акредитований в Данії, Естонії, Фінляндії, Латвії, Литві та Норвегії
У 2003 році — генеральний директор по кадрам, соціальним і екологічним питанням
У 2004 році — виконавчий директор еквадорського інституту з міжнародного співробітництва
У 2004 році — відповідальний секретар з адміністративних і фінансових питань
У 2004—2007 рр. — заступник державного секретаря з питань національного суверенітету і розвитку прикордонної
У 2007 році — заступник міністра закордонних справ з особливих доручень
У 2008 році — заступник держсекретаря з питань двосторонніх відносин, Міністерство закордонних справ Еквадору. Генеральний директор Управління Організації Об'єднаних Націй у Відні.
З 12 вересня 2008 року — Постійний представник Еквадору при Організації Об'єднаних Націй (Відень)
З 29 листопада 2010 року — Надзвичайний і Повноважний Посол Еквадору в Україні за сумісництвом.
З 19 квітня 2017 року — Надзвичайний і Повноважний Посол Еквадору в Канаді